# Lotus Exige
O Exige é um coupé da Lotus. Uma versão de corrida para as ruas do Lotus Elise, vem com pequenas modificações, se destacando a entrada de ar no teto e o aerofólio. Originalmente uma versão mais hardcore coupé do Lotus Elise roadster,  o Exige tem é o modelo de com o maior motor na família - usando um motor V6 no lugar do straight 4 do Elise com versões conversíveis de ambos disponíveis